# Grb Uzbečke SSR
Grb Uzbečke SSR je usvojen 14. veljače 1937. godine, od strane vlade Uzbečke SSR. Grb se temelji na grbu SSSR-a. Prikazuje simbole poljoprivrede (pamuk i pšenica) i u pozadini se nalazi izlazeće sunce, simbol budućnosti kontinenta. Na grbu se nalaze i crvena zvijezda i srp i čekić, simboli komunizma. U sklopu grba se nalazi i moto SSSR-a "Proleteri svih zemalja, ujedinite se!" napisan na uzbečkom i ruskom jeziku. U dnu grba se nalaze natpis "Ўз. С.С.Р.", uzbečka skraćenica za "Uzbečka Sovjetska Socijalistička Republika".
Grb je bio na snazi do 1992., kada je zamijenjen današnjim grbom Uzbekistana.

## Također pogledajte
- Grb Uzbekistana
- Zastava Uzbečke SSR